# Regulátor plnicího tlaku
Regulátor plnicího tlaku (anglicky Boost controller) je zařízení k ovládání plnicího tlaku v plnicím potrubí v motorech, které jsou přeplňované turbodmychadlem nebo kompresorem. Regulátor plnicího tlaku může být ovládán manuálně a dá se jednoduše vyrobit nebo může být součástí řídící jednotky motoru v továrních přeplňovaných motorech automobilů jako Mitsubishi Lancer Evolution nebo Subaru Impreza WRX STi, či jako náhradní díl v podobě elektronického regulátoru plnicího tlaku.